# Victōria (metropolitana di Atene)
Victōria (Βικτώρια) è una stazione della linea 1 della metropolitana di Atene.

## Storia
La stazione venne attivata il 1º marzo 1948, come capolinea settentrionale della nuova tratta da Omonoia; rimase capolinea fino al 30 giugno dell'anno successivo, data in cui la linea fu ulteriormente prolungata fino al nuovo capolinea di Attikī.